# Tre storie proibite
Tre storie proibite è un film a episodi del 1952 diretto da Augusto Genina.

## Trama
I tre episodi del film raccontano ciascuno le vicende di Renata, Anna Maria e Gianna, tre ragazze coinvolte nel crollo di una scala su cui si erano ammassate nell'attesa di un lavoro (episodio realmente accaduto che ispirò anche il film Roma ore 11 di Giuseppe De Santis)